# Mickten
Mickten ist ein Stadtteil von Dresden und liegt im Nordwesten der Stadt im Stadtbezirk Pieschen. Gemeinsam mit Übigau und Teilen von Kaditz und Trachau bildet es den statistischen Stadtteil Mickten.
Altmickten ist noch heute ein Rundling. Rundlinge entstanden in der Markgrafschaft Meißen durch Zusammenfassung der zuvor in den Niederungen siedelnden slawischen Bewohner zwecks optimalerer Flächennutzung und Intensivierung der landwirtschaftlichen Produktion. Diese Dorfgenese wird als Verdorfung bezeichnet. Die Hauptentstehungszeit dieser Rundlinge begann allgemein frühestens 1150 (im Gau Nisan etwas später) und endete um 1250.
Erstmals wurde Mickten als Migtin 1378 erwähnt. Dieser Name ist sorbischen Ursprungs und geht auf das altsorbische *Mikotin (Ort eines Mikota) zurück. Mikota (ein altsorbischer Personenname) war wahrscheinlich der Lokator des Rundlings Migtin.
1468 wurde das seit 1421 existierende Vorwerk an den Bischof von Meißen verkauft, und nach dessen Auflösung die zugehörigen Fluren unter den ansässigen Bauern verteilt. 1590 war Mickten Amtsdorf von Dresden, 1764 eines des Amtes Meißen, seit 1843 unterstand es wieder dem Amt Dresden. Durch diese Wechsel gab es bis 1836 zwei Ortsrichter (Localgerichtspersonen). Mit Kleinmickten und Bortzschen befinden sich außerdem zwei Wüstungen auf der Micktener Flur.

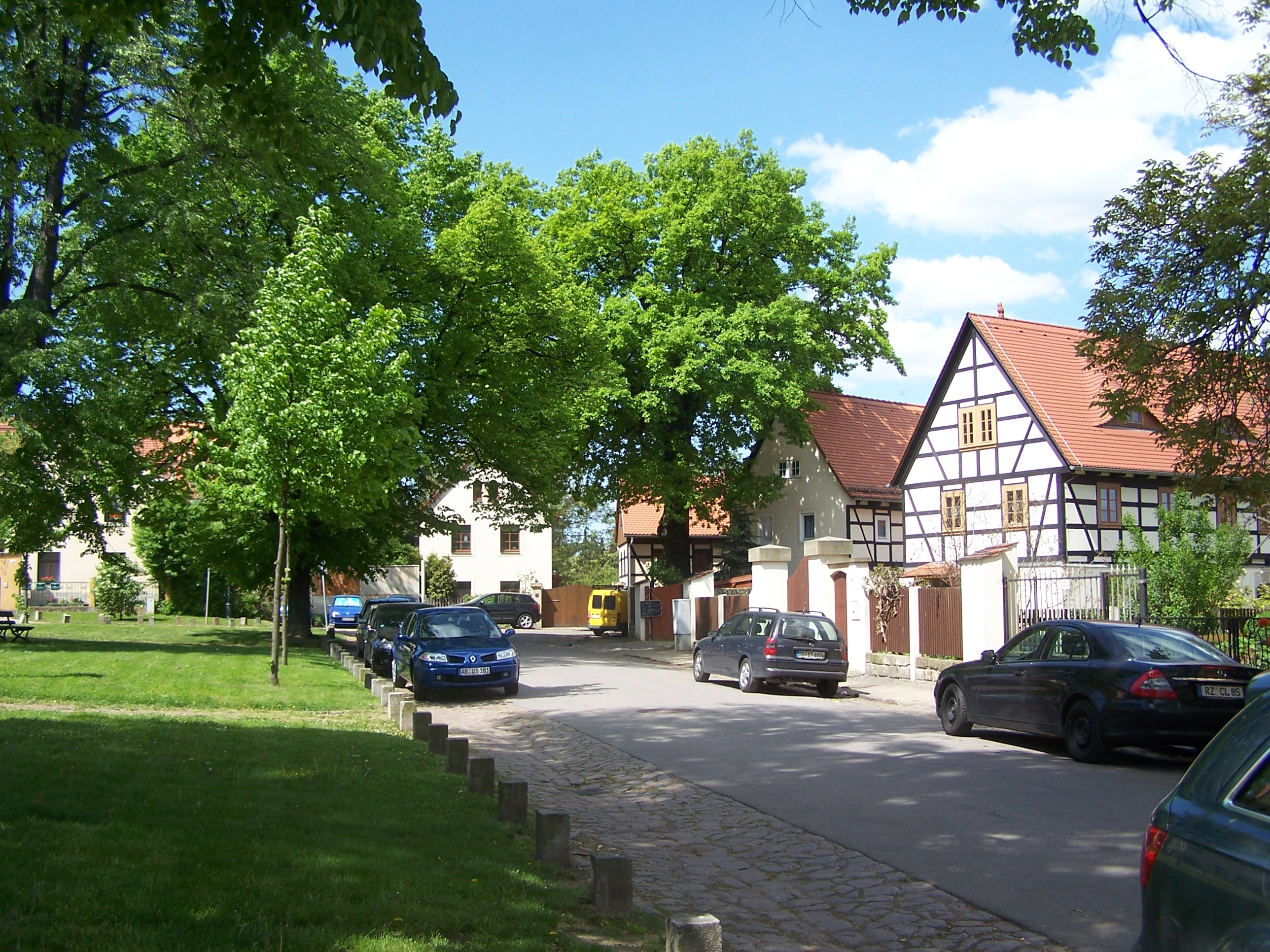
Der historische Ortskern Altmickten

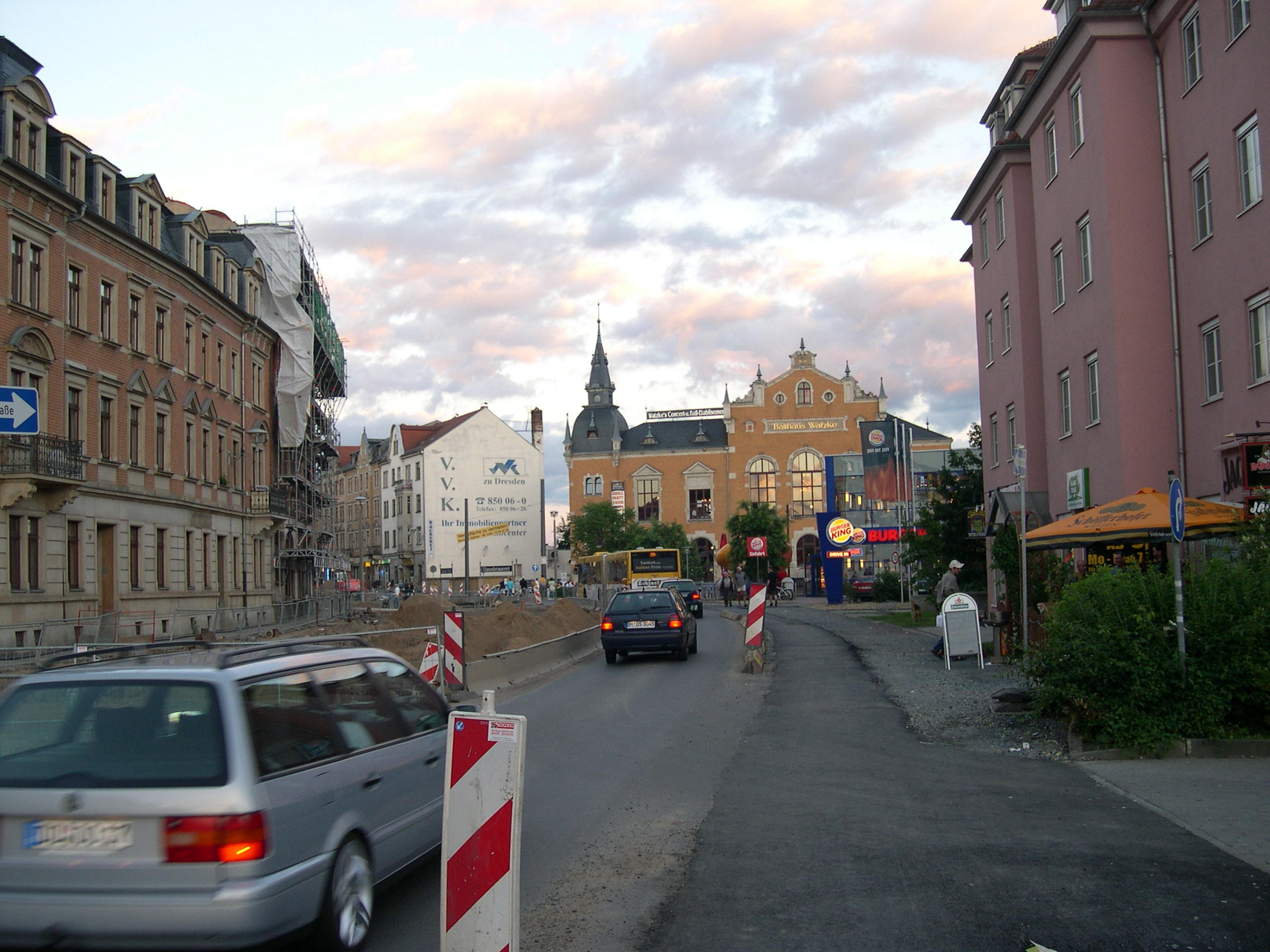
Sanierung der Leipziger Straße 2005 und Ballhaus Watzke

Der Dorfkern von Mickten (Altmickten, Lage: 51° 4′ N, 13° 42′ O) steht heute unter Denkmalschutz und zählte von 2004 bis zur Aberkennung des Welterbe-Titels 2009 zum UNESCO-Welterbe Elbtal.
Mickten wurde 1903 zur Stadt Dresden eingemeindet. Bereits 1899 wurde Mickten an das Straßenbahnnetz angeschlossen. Noch im gleichen Jahr wurde der Straßenbahnhof Mickten erbaut, welcher als Depot der Lößnitzbahn und den heutigen Dresdner Verkehrsbetrieben diente. Seit 1996 wurde er nicht mehr genutzt und dem Verfall preisgegeben. Nach der Sanierung wird er seit 2009 als Einkaufszentrum genutzt. Das historische Ballhaus Watzke, das lange Zeit nur als Lager genutzt war, wurde bereits rekonstruiert.
Die Einwohner Mickten waren lange Zeit Kaditz eingepfarrt. Sie lösten sich von der Emmauskirchgemeinde, erwarben 1938 eine 1902 erbaute Villa in der Homiliusstraße und richteten darin eine Kapelle für Mickten und Übigau ein – letztere Gemeindeglieder bezogen 1955 die Kreuzkapelle in Übigau. Bemerkenswert ist die im Dachreiter hängende Glocke, die vermutlich um 1486 gegossen wurde und aus dem Südturm der zerstörten Sophienkirche stammt. Durch kirchliche Umstrukturierungen nach der Wende kam es in den 1990er Jahren wieder zur Vereinigung der inzwischen geschrumpften Kirchgemeinden und die Micktener Villa dient seit 1999 als Pfarramt.
Nach 1990 entstand im neuen Gewerbegebiet Kaditz-Mickten ein großer Einkaufspark Elbepark mit zahlreichen Geschäften und einem Kino. Das ebenfalls geplante Wohngebiet wurde nur teilweise realisiert. 1997 entstand das Neubaugebiet An der Flutrinne.
Mickten wurde vom Elbhochwasser 2002 stark betroffen. Nach der Flut wurde die Sanierung der stark in Mitleidenschaft gezogenen Lommatzscher Straße und Leipziger Straße erforderlich.
In der Liste der Kulturdenkmale in Mickten sind die Baudenkmäler in Mickten aufgeführt.